# Nymphon improcerum
Nymphon improcerum is een zeespin uit de familie Nymphonidae. De soort behoort tot het geslacht Nymphon. Nymphon improcerum werd in 1991 voor het eerst wetenschappelijk beschreven door Nakamura & Child. 